# Varleix
Le Varleix est un ruisseau français du Massif central, affluent du Marilhou et sous-affluent de la Dordogne par la Sumène.

## Géographie
Il prend sa source dans le Parc naturel régional des Volcans d'Auvergne, dans le Cantal vers 1 100 m d’altitude, sur la commune de Trizac, à quatre kilomètres au sud-est du bourg, sur le plateau de Trizac.
Il arrose Trizac et rejoint le Marilhou en rive droite, un kilomètre au sud-est d’Auzers.

## Nature et patrimoine
Le Varleix, comme plusieurs autres cours d’eau du bassin versant de la Sumène, est répertorié dans le Réseau Natura 2000 comme site très important pour la conservation de la loutre (lutra lutra).